# 김상수 (1956년)
김상수(金相洙, 1956년 5월 27일 ~ )는 대한민국의 언론인이다.

## 경력
- 1982년 11월 MBC 보도국 입사
- 1999년 MBC 보도국 뉴스개선팀 차장
- 1999년 MBC 보도국 통일외교부 차장
- 2003년 MBC 보도국 정치부 앵커
- 2003년 MBC 보도국 라디오뉴스부 부장
- MBC 보도국 뉴스편집센터 앵커부 부장
- MBC 시사교양국 국장

## 학력
- 중앙고등학교
- 연세대학교 정치외교학과 학사
- 연세대학교 대학원 정치외교학과 사회과학 석사 연수
- 1992년 : 프랑스 파리대학 언론학 석사과정 연수
- 1995년 : 연세대학교 언론홍보대학원 언론학 석사

## 진행
- 통일전망대 (2000년 11월 4일 ~ 2002년 1월 13일)
- MBC 뉴스 24 (2002년 1월 22일 ~ 2003년 4월 25일, 2005년 3월 15일 ~ 2008년 3월 22일)
- MBC 뉴스데스크 (주말앵커 - 2003년 5월 3일 ~ 2003년 10월 5일)